# Come as You Are Tour
«Come as You Are Tour» — другий концертний тур канадсько-португальської співачки Неллі Фуртадо, проведений до альбому «Folklore».

## Список композицій
1. «One-Trick Pony»
2. «Explode»
3. «I Will Make U Cry»
4. «Fresh Off the Boat»
5. «The Grass Is Green»
6. «Try»
7. «Baby Girl» / «Ching Ching»
8. Medley
«Sacrifice»
«Thin Line»
«Breathe»
«I Feel You»
«Get Ur Freak On»
9. «Picture Perfect»
10. «I'm like a Bird»
11. «Party»
12. «Fotografia»
13. «Turn Off the Light»
14. «Shit on the Radio (Remember the Days)» / «Saturdays»
15. «Hey, Man!»
16. «Powerless (Say What You Want)»[1]

## Дати та місця проведення концертів
| Дата           | Місто         | Країна     | Venue |
| -------------- | ------------- | ---------- | ----- |
| 28 січня 2004  | Лондон        | Англія     |       |
| 5 березня 2004 | Берлін        | Німеччина  |       |
| 21 квітня 2004 | Санта-Моніка  | США        |       |
| 27 квітня 2004 | Міннеаполіс   | США        |       |
| 30 квітня 2004 | Чикаго        | США        |       |
| 1 травня 2004  | Енн-Арбор     | США        |       |
| 3 травня 2004  | Вашингтон     | США        |       |
| 5 травня 2004  | Нью-Йорк      | США        |       |
| 6 травня 2004  | Ред Бенк      | США        |       |
| 7 травня 2004  | Бостон        | США        |       |
| 9 травня 2004  | Філадельфія   | США        |       |
| 11 травня 2004 | Атланта       | США        |       |
| 12 травня 2004 | Сент-Луїс     | США        |       |
| 14 травня 2004 | Денвер        | США        |       |
| 17 травня 2004 | Сан-Франциско | США        |       |
| 18 травня 2004 | Сакраменто    | США        |       |
| 19 травня 2004 | Лос-Анджелес  | США        |       |
| 28 травня 2004 | Аллентаун     | США        |       |
| 29 травня 2004 | Даллас        | США        |       |
| 10 червня 2004 | Лісабон       | Португалія |       |
| 11 червня 2004 | Париж         | Франція    |       |
| 12 червня 2004 | Білефельд     | Німеччина  |       |
| 13 червня 2004 | Імст          | Австрія    |       |
| 14 червня 2004 | Відень        | Австрія    |       |
| 16 червня 2004 | Мюнхен        | Німеччина  |       |
| 18 червня 2004 | Цюрих         | Швейцарія  |       |
| 20 червня 2004 | Імола         | Італія     |       |
| 21 червня 2004 | Штуттгарт     | Німеччина  |       |
| 22 червня 2004 | Берлін        | Німеччина  |       |
| 23 червня 2004 | Франкфурт     | Німеччина  |       |
| 26 червня 2004 | Манчестер     | Англія     |       |
| 27 червня 2004 | Единбург      | Шотландія  |       |
| 30 червня 2004 | Бірмінгем     | Англія     |       |
| 1 липня 2004   | Утрехт        | Нідерланди |       |
| 2 липня 2004   | Верхтер       | Бельгія    |       |
| 4 липня 2004   | Лісабон       | Португалія |       |
| 11 липня 2004  | Лондон        | Англія     |       |
| 15 липня 2004  | Торонто       | Канада     |       |
| 17 липня 2004  | Калгарі       | Канада     |       |
| 19 липня 2004  | Едмонтон      | Канада     |       |
| 20 липня 2004  | Келона        | Канада     |       |
| 22 липня 2004  | Ванкувер      | Канада     |       |
| 23 липня 2004  | Вікторія      | Канада     |       |